# Hermé
Hermé és un municipi francès, situat al departament de Sena i Marne i a la regió de Illa de França. L'any 2007 tenia 569 habitants.
Forma part del cantó de Provins, del districte de Provins i de la Comunitat de comunes Bassée-Montois.

## Demografia

### Població
El 2007 la població de fet de Hermé era de 569 persones. Hi havia 204 famílies, de les quals 40 eren unipersonals (24 homes vivint sols i 16 dones vivint soles), 52 parelles sense fills, 88 parelles amb fills i 24 famílies monoparentals amb fills.
La població ha evolucionat segons el següent gràfic:
Habitants censats

### Habitatges
El 2007 hi havia 367 habitatges, 210 eren l'habitatge principal de la família, 145 eren segones residències i 12 estaven desocupats. 302 eren cases i 2 eren apartaments. Dels 210 habitatges principals, 189 estaven ocupats pels seus propietaris, 17 estaven llogats i ocupats pels llogaters i 4 estaven cedits a títol gratuït; 4 tenien dues cambres, 31 en tenien tres, 67 en tenien quatre i 108 en tenien cinc o més. 165 habitatges disposaven pel capbaix d'una plaça de pàrquing. A 68 habitatges hi havia un automòbil i a 125 n'hi havia dos o més.

### Piràmide de població
La piràmide de població per edats i sexe el 2009 era:
| Homes | Edats   | Dones |
| ----- | ------- | ----- |
| 0     | 95 o +  | 0     |
| 0     | 90 a 94 | 0     |
| 4     | 85 a 89 | 8     |
| 4     | 80 a 84 | 0     |
| 4     | 75 a 79 | 8     |
| 0     | 70 a 74 | 12    |
| 8     | 65 a 69 | 20    |
| 28    | 60 a 64 | 0     |
| 8     | 55 a 59 | 8     |
| 28    | 50 a 54 | 44    |
| 4     | 45 a 49 | 24    |
| 24    | 40 a 44 | 24    |
| 20    | 35 a 39 | 12    |
| 16    | 30 a 34 | 12    |
| 8     | 25 a 29 | 12    |
| 20    | 20 a 24 | 12    |
| 12    | 15 a 19 | 8     |
| 24    | 10 a 14 | 20    |
| 24    | 5 a 9   | 16    |
| 16    | 0 a 4   | 16    |

## Economia
El 2007 la població en edat de treballar era de 364 persones, 271 eren actives i 93 eren inactives. De les 271 persones actives 244 estaven ocupades (129 homes i 115 dones) i 27 estaven aturades (11 homes i 16 dones). De les 93 persones inactives 29 estaven jubilades, 32 estaven estudiant i 32 estaven classificades com a «altres inactius».

### Ingressos
El 2009 a Hermé hi havia 226 unitats fiscals que integraven 602,5 persones, la mediana anual d'ingressos fiscals per persona era de 19.227 €.

### Activitats econòmiques
Dels 22 establiments que hi havia el 2007, 2 eren d'empreses extractives, 1 d'una empresa de fabricació d'altres productes industrials, 5 d'empreses de construcció, 2 d'empreses de comerç i reparació d'automòbils, 1 d'una empresa de transport, 2 d'empreses d'hostatgeria i restauració, 2 d'empreses financeres, 1 d'una empresa immobiliària, 4 d'empreses de serveis i 2 d'empreses classificades com a «altres activitats de serveis».
Dels 8 establiments de servei als particulars que hi havia el 2009, 3 eren paletes, 2 lampisteries, 1 empresa de construcció, 1 restaurant i 1 agència immobiliària.
L'any 2000 a Hermé hi havia 6 explotacions agrícoles que ocupaven un total de 396 hectàrees.

## Equipaments sanitaris i escolars
El 2009 hi havia una escola elemental integrada dins d'un grup escolar amb les comunes properes formant una escola dispersa.

## Poblacions més properes
El següent diagrama mostra les poblacions més properes.